# Хорхе Сегура
Хорхе Андрес Сегура Портокареро (на испански: Jorge Andrés Segura Portocarrero) е колумбийски футболист, който играе на поста централен защитник. Състезател на Локомотив (Пловдив).

## Кариера
Сегура е юноша е на Енвигадо.
Няколко години е бил собственост на Уотфорд, но е преотстъпван под наем в Реал Валядолид Б, Атлас, Атлетико Насионал и Америка де Кали. За последно е бил част от Индепендиенте Меделин.

### Локомотив Пловдив
На 21 март 2023 г. колумбиецът подписва с пловдивския Локомотив. Прави дебюта си на 28 април при победата с 3:1 като домакин на Спартак (Варна).

## Национална кариера
На 18 януари 2017 г. Хорхе дебютира в официален мач за националния отбор на Колумбия до 20 г., при равенството 1:1 като домакин на националния отбор на Парагвай до 20 г., в среща от Шампионата на Южна Америка под 20 г.